# Phì Nhừ
Phì Nhừ là một xã thuộc huyện Điện Biên Đông, tỉnh Điện Biên, Việt Nam.

## Địa lý
Xã Phì Nhừ có vị trí địa lý:
- Phía đông giáp xã Chiềng Sơ và xã Mường Luân
- Phía tây giáp thị trấn Điện Biên Đông và các xã Keo Lôm, Na Son
- Phía nam giáp xã Háng Lìa và xã Phình Giàng
- Phía bắc giáp xã Xa Dung.

Xã Phì Nhừ có diện tích 124,88 km², dân số năm 2022 là 7.630 người, mật độ dân số đạt 61 người/km².

## Hành chính
Xã Phì Nhừ được chia thành 23 thôn, bản.

## Lịch sử
Ngày 7 tháng 10 năm 1995, Chính phủ ban hành Nghị định số 59-CP về việc chuyển xã Phì Nhừ thuộc huyện Điện Biên về huyện Điện Biên Đông mới thành lập quản lý.
Ngày 10 tháng 7 năm 2019, HĐND tỉnh Điện Biên ban hành Nghị quyết số 116/NQ-HĐND về việc thành lập bản Cồ Dề trên cơ sở bản Cồ Dề A và bản Cồ Dề B.